# Щипка (готварство)
Щипка в готвенето е много малко количество от някаква съставка, обикновено прахообразна — сол, захар или някаква подправка. Това е количеството, което може да се задържи между палеца и показалеца. Една щипка фина сол е около 1/4 грама (20 - 24 щипки в чаена лъжичка), но една щипка захар е 1/3 – 1/2 грама.